# Naturdenkmal Hansybach

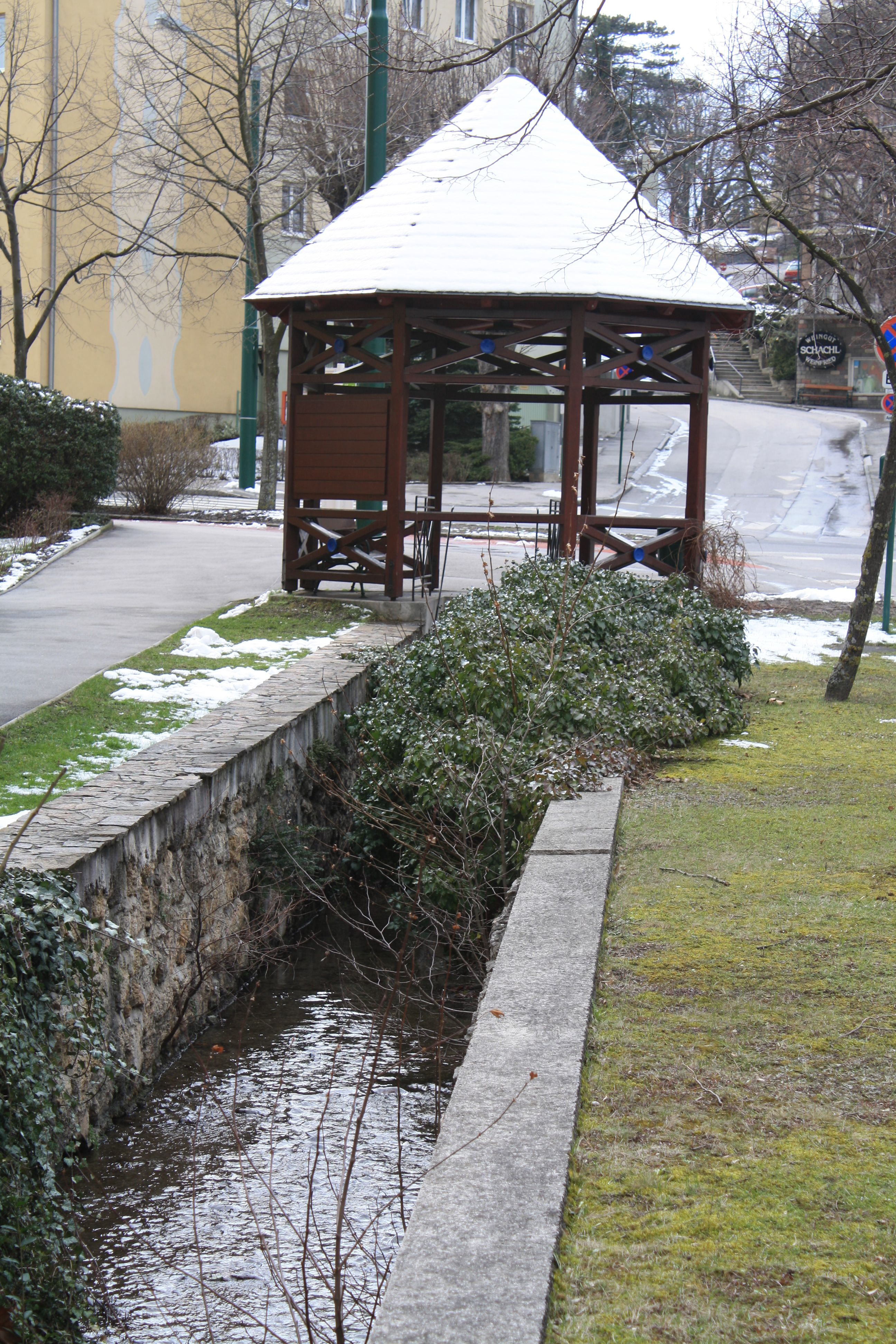
Hansybach mit Pavillon im Zentrum von Bad Vöslau

Das Naturdenkmal Hansybach auch Hörmbach oder Hirmbach genannt, ist ein kleines Bachreservat in Bad Vöslau in Niederösterreich, in dem drei Wasserschneckenarten geschützt werden sollen. Dieses Naturdenkmal ist eines von 13 auf dem Gemeindegebiet. Es befindet sich auf gemeindeeigenem Grund und wurde durch die Stadtgemeinde großzügig saniert. Im Jahr 1979 wurde das Naturdenkmal durch einen Informationspavillon ergänzt.
Die hier lebenden Wasserschnecken haben seit dem Tertiär überdauert und kommen sonst weltweit außer in dem naheliegenden Thermalbad nirgends mehr vor. Sie leben im Naturdenkmal in einem kleinen Bach, der durch eine Thermalquelle ganzjährig auf der gleichbleibenden Temperatur von etwa 24 °C gehalten wird. 
Aufgrund des gleichbleibend warmen Wassers wurde der Bach bis ins 20. Jahrhundert, zu Zeiten, als es noch keine Waschmaschinen gab, als Wäscheschwemme genutzt. Da der Bach jedoch mit einem Wasserdurchlauf von 20 l/s eine verhältnismäßig hohe Strömungsgeschwindigkeit aufweist, wurden die Schnecken durch die Waschmittelverunreinigungen nicht in Mitleidenschaft gezogen. Entdeckt wurden die hier lebenden Schneckenspezies durch den Leiter der Molluskensammlung im Naturhistorischen Museum in Wien, Oliver E. Paget, der auch den Schutz der Arten anregte. 
Im weiteren Verlauf unterquert der Hansybach auch den Wiener Neustädter Kanal und den Thermenradweg im Osten Bad Vöslaus und fließt in Tribuswinkel in die Schwechat.
Das bisher hauptsächlich wissenschaftlich genutzte einzigartige Reservat soll in Zukunft auch mehr touristisch genutzt werden.

## Schneckenarten
- Thermen-Zwergquellschnecke (Bythinella parreyssii): Sie hat eine Länge von 0,8 mm und einen Durchmesser von 0,5 mm. Sie kann man nur durch Sieben des feinen Sandes, der im Bach vorkommt, erkennen. Sie kommt nur mehr in Bad Vöslau vor.[5]

- Thermen-Kahnschnecke (Theodoxus prevostianus): Bei einer Länge von 5 mm und 7 mm Breite kann diese aus einer Zeit vor 70 Millionen bis 600.000 Jahren nur in warmen Abflüssen von Thermalquellen leben.

- Thermen-Pechschnecke (Esperiana daudebartii): Sie ist 15 mm hoch und 5 mm breit.